# Hannula gård
Hannula är en gård i Villnäs i Egentliga Finland. Den har ett medeltida ursprung och hör till de gårdslän som anlades vid Norrfinlands kust under 1200- och 1300-talet.
Det medeltida gårdslänet har anlagts på ömse sidor om ett uppgrundat sund tvärs över Askaisnäset. Det har tydligen donerats mycket tidigt till Åbo domkyrka. I början av nya tiden ägde biskopsbordet hemman i byarna Hannula, Pukkila, Laaleinen, Karvatti, Rauvola, Merijärvi och Lemsjöholm. De utgjorde tillsammans en gårdsgrupp som sträckte sig över hela näset. Gårdslänets centralplats torde ha varit Mattila hemman i Karvatti by där en stor, välvd stenkällare vittnar om det förflutna. 
År 1405 fanns också en förvaltningssocken med namnet Karvatti.
Ännu år 1561 ägdes gårdarna av biskopen men redan 1565 förlänade kung Erik XIV Hannula och många andra gårdar till stallmästaren i Finland Nils Bertilsson som tack för hans stöd i krisen år 1563. Nils stupade 1567  men de förlänta kyrkogodsen överfördes på hans halvbror, befallningsmannen på Reval Johan Boose. Denne fråntogs 1579 sina förläningar i Norrfinland och på så sätt kunde Hannula och Karvatti 1580 förlänas till Magnus Fleming och bli hans sätesgårdar. Fleming tjänade då vid kennefanan som utgjorde överbefälhavaren Pontus De la Gardies stab. Magnus Fleming avled samma år men Hannula och Karvatti gavs 1581 till hans far, fältöversten Herman Fleming med full allodialrätt. Fältöversten avled två år senare och Hannula ärvdes av sonen, ståthållaren på Åbo slott, Klas Fleming som dock skrev sig till det nybyggda Lehtis i Virmo.
Klas Flemings äldste son Herman var landshövding i Nylands och Tavastehus län och han fick överta Hannula gård. Det är troligen han som har uppfört stenhuset på gården, ett av fyra barockpalats i Finland, men som inte längre finns kvar. Hans son, guvernören på Ösel, Per Fleming och dennes son kaptenen Christer Axel Fleming skrev sig ännu till Hannula men gården torde ha reducerats och förvandlats till säterirusthåll.
På gårdslänets mark har också inrättats säterierna Pukkila och Lemsjöholm. 